# 弗朗西斯·泽维尔·摩根
法蘭西斯·澤維爾·摩根（英語：Francis Xavier Morgan，1857年1月18日—1935年6月11日）是一名英國天主教神父，為若望·亨利·紐曼樞機主教的追隨者，一生中大多住在伯明罕天主堂。他也是J·R·R·托爾金的監護人。

## 生平
1857年，法蘭西斯·摩根出生於西班牙聖瑪麗亞港，有威爾斯和西班牙的血統。他曾就讀法語天主教魯汶大學。1880年他前往羅馬，三年後正式成為伯明罕天主堂的神父。
1935年6月11日，他於伯明罕天主堂逝世。

## 與托爾金的關係
1902年，托爾金之母梅布爾·托爾金（Mabel Tolkien）帶著他與弟弟希拉里（Hilary）搬到伯明罕的埃奇巴斯顿，摩根神父時常去探望他們，成為托爾金一家的好友。他總是含著一根菸斗，托爾金長大後曾表示自己之所以會抽菸斗就是受到摩根神父的影響。
在梅貝兒因糖尿病去世後，摩根神父成為托爾金兄弟的監護人，視他們如己出，托爾金也對他猶如父親般敬重。摩根神父曾因顧及托爾金的學業而禁止他在21歲前與伊迪絲交往，托爾金雖然極度不情願但仍服從他的指示。在後來托爾金與伊迪絲成婚時，摩根神父對此表示祝福。摩根神父去世時，給托爾金兄弟各自留下了一千英鎊的遺產。
托爾金曾說自己從摩根神父那裡第一次學到博愛和寬恕。

## 電影形象
在2019年上映的傳記電影中，由愛爾蘭演員科尔姆·米尼飾演摩根神父。